# Robert Whaley
Robert Antawon Whaley (Benton Harbor, 16 aprile 1982) è un ex cestista statunitense, professionista nella NBA e nella NBA D-League.

## Carriera

### High school e college
Dopo essersi diplomato alla Benton Harbor High School ha frequentato per due anni il Barton Community College, militando anche nella sua squadra di basket; ha poi giocato per un anno a Cincinnati, nella NCAA, con medie di 5,8 punti e 2,5 rimbalzi in 13 minuti di media a partita. Dopo un solo anno si trasferito a Walsh, nella Division II della NAIA, dove in 35 partite giocate ha tenuto medie di 19,9 punti e 7,5 rimbalzi a partita in 30 minuti di media a partita.

### Professionista
È stato scelto dagli Utah Jazz con la 51ª scelta assoluta nel Draft NBA 2005; con la squadra dello Utah Whaley nella sua prima stagione ha disputato 23 partite, con una media di 9,2 minuti a partita, nei quali ha tenuto medie di 2,1 punti ed 1,9 rimbalzi a partita con una percentuale del 40,4% nei tiri dal campo. Ha segnato il suo massimo di punti in carriera il 23 dicembre 2005, quando ha segnato 11 punti in una partita contro i New York Knicks, ed il suo massimo di rimbalzi (7) in una partita il 15 novembre 2005 contro i Sacramento Kings. A causa di un infortunio al ginocchio sinistro ha terminato anzitempo la stagione. L'8 giugno 2006 è stato ceduto ai Toronto Raptors insieme al compagno di squadra Kris Humphries in cambio di Rafael Araújo; il successivo 21 luglio è stato tagliato dai Raptors
Dopo l'esperienza nella NBA Whaley nell'estate del 2006 ha giocato per alcuni mesi in Repubblica Dominicana con i Metros de Santiago, e successivamente è passato ai Twin City Ballers, squadra della ABA 2000. Nella parte finale della stagione 2006-2007 ha giocato nel campionato iraniano con il Petrochimi Bandar Imam.
Nella stagione 2007-2008 ha giocato 21 partite con i Los Angeles D-Fenders, squadra della NBDL, nelle quali ha segnato complessivamente 89 punti e catturato complessivamente 60 rimbalzi in 12,3 minuti di media a partita.

## Palmarès
- NAIA Division II Men's Basketball All-Americans First Team (2005)[4]

## Problemi con la giustizia
L'11 dicembre 2005 è stato coinvolto insieme a Deron Williams (a sua volta rookie dei Jazz) in una rissa con alcuni fan dei Denver Nuggets in un locale di Park City; identificati dalla polizia, entrambi gli atleti fornirono nomi falsi nel tentativo di non essere identificati. Per questo motivo Whaley fu sospeso da alcune partite dei Jazz. L'11 marzo 2010 è stato arrestato a Salt Lake City per possesso di marijuana e per essersi identificato con un nome falso agli agenti di polizia, che comunque lo riconobbero prontamente come un ex giocatore degli Utah Jazz; il 27 settembre 2010 è stato condannato a 2 anni di carcere, che ha scontato a Berrien County, in Michigan. È stato svincolato il 12 febbraio 2012.